# 八十岡恵美
八十岡 恵美（やそおか めぐみ、1986年（昭和61年）12月1日 - ）は、埼玉県出身の元ボートレーサー。
登録第4699号。血液型A型。110期。福井支部所属（結婚までは埼玉支部）。同期に、喜多須杏奈、松下誉士、岡村将也らがいる。夫は同じボートレーサーで同期の前出達吉。

## 来歴
- 浦和実業学園高等学校卒業。
- 学習院女子大学卒業[1]。
- やまと学校時代、リーグ戦勝率4.52（準優出2、優出1）の成績を残した。
- 2012年3月17日、選手登録。
- 2012年5月9日からボートレース戸田で開催された 一般戦「第30回関東ボートレース専門紙記者クラブ杯」初日第1Rでデビュー[2]。（5着）
- 2014年1月30日からボートレース戸田で開催された 一般戦「第13回JLC杯 男女ハーフ＆ハーフバトル」6日目（最終日）第1Rでデビュー201走目にして初の１着（恵まれ）となる[3]。
- 2016年4月9日、同期の前出達吉と金沢市内のホテルで挙式[4]。
- 2016年5月16日からボートレース住之江で開催された 一般戦「ヴィーナスシリーズ第2戦アクアクイーンカップ」5日目 第3Rで2勝目を挙げる[5]。（決まり手：まくり差し）
- 2018年10月1日からボートレース住之江で開催された 一般戦「ヴィーナスシリーズ 日本財団会長旗争奪モーターボートレディスカップ」初日 第6Rで3勝目を挙げる[6]（決まり手：まくり）と、続く3日目第2Rでも勝利[7]（決まり手：まくり）して節間2勝を挙げた。
- 2019年4月19日からボートレース住之江で開催された G3「オールレディース　第30回アクアクイーンカップ」6日目（最終日） 第4Rで通算5勝目を挙げる[8]。（決まり手：まくり差し）結果として、現役最後の勝利となった。
- 2019年7月6日からボートレース下関で開催された 一般戦「ヴィーナスシリーズ第5戦　日本スポーツエージェントカップ」6日目（最終日） 第4Rに出走した[9]後に2回目の産休に入る。結果として、現役最後の出走となった。
- 2021年3月15日、選手登録消除。

## 人物・エピソード
- 〜あらゆる世界を見学せよ〜潜入!リアルスコープのボートレーサー養成所の回で、学習院女子大学卒業のお嬢様としてメインで紹介された[1]。
- ボートレーサーの後輩で名門の女子大学を卒業しているという共通点のある富樫麗加は、八十岡のことを「お嬢様レーサー」と評価し、八十岡が蒸しパンを食べる際のその食べ方が上品なことを語っていた[1]。現在ではお嬢様レーサーとは富樫のことを指すのが定着しているが、元々は八十岡に対してのニックネームであった。
- 通算5勝のうち、4勝はボートレース住之江で挙げており、イン逃げは一回もなく、まくり差しで3勝、まくりで1勝、恵まれで1勝という成績を残した。

## 戦績
- 出走回数：563回
- 優出回数：0回
- 1着回数：5回
- 2着回数：23回
- 3着回数：40回
- 4着回数：91回
- 5着回数：150回
- 6着回数：241回
- フライング(F)回数：5回
- 出遅れ(L)回数：1回
- 通算勝率：2.45
- 2連対率：4.97
- 3連対率：12.08
- 生涯獲得賞金：22,991,000円